# Oblast Iwanowo
Koordinaten: 57° 3′ N, 41° 24′ O
Die Oblast Iwanowo (russisch Ивановская область/ Iwanowskaja oblast) ist eine Oblast in Zentralrussland. Sie liegt rund 300 km nordöstlich von Moskau zwischen den Flüssen Wolga und Kljasma inmitten des Osteuropäischen Tieflandes.
Die Oblast liegt in einem der am längsten von Russen besiedelten Gegenden des Landes, einige Städte stammen aus der Zeit vor dem 13. Jahrhundert. Anfang des 19. Jahrhunderts begann die industrielle Textilverarbeitung, wobei die Region eine Vorreiterrolle spielte und mit den englischen Baumwollzentren Manchester und Liverpool verglichen wurde.
Heute ist die Textilindustrie immer noch der wichtigste Wirtschaftszweig der Oblast, daneben finden sich auch Maschinenbau und chemische Industrie.

## Geschichte
Vorläufer der heutigen Oblast war die wesentlich größere Industrie-Oblast Iwanowo, die 1929 im Bestand der Russischen SFSR gebildet wurde. Die Oblast Iwanowo entstand dann 1936, als die Oblast Jaroslawl abgetrennt wurde; 1944 folgten noch Gebietsabtretungen für die neu gebildeten Oblast Kostroma und Oblast Wladimir.

## Verwaltungsgliederung und Städte
Die Oblast Iwanowo gliedert sich in 21 Rajons und 6 Stadtkreise. Die größten Städte nach Iwanowo, dem Verwaltungszentrum und zugleich der einzigen Großstadt der Oblast, sind Kineschma und Schuja. Insgesamt gibt es in der Oblast 17 Städte und 13 Siedlungen städtischen Typs.
| Name      | Russisch | Einwohner (14. Oktober 2010) |
| --------- | -------- | ---------------------------- |
| Iwanowo   | Иваново  | 408.330                      |
| Kineschma | Кинешма  | 88.164                       |
| Schuja    | Шуя      | 58.486                       |
| Witschuga | Вичуга   | 37.583                       |
| Furmanow  | Фурманов | 36.144                       |
| Teikowo   | Тейково  | 34.976                       |

## Bevölkerung
Bei den letzten russischen Volkszählungen in den Jahren 2002 und 2010 gab es eine Bevölkerungszahl von 1.148.329 respektive 1.061.651 Bewohnern. Somit sank die Einwohnerzahl in diesen acht Jahren um 86.678 Personen (−7,5 %). Die Verteilung der verschiedenen Volksgruppen sah folgendermaßen aus:
| Nationalität    | VZ 1989   | Prozent | VZ 2002   | Prozent | VZ 2010   | Prozent |
| --------------- | --------- | ------- | --------- | ------- | --------- | ------- |
| Russen          | 1.258.026 | 95,77   | 1.075.815 | 93,69   | 962.219   | 90,63   |
| Ukrainer        | 15.335    | 1,17    | 10.629    | 0,93    | 7.684     | 0,72    |
| Tataren         | 9.910     | 0,75    | 8.205     | 0,71    | 6.696     | 0,63    |
| Armenier        | 1.148     | 0,09    | 4.012     | 0,35    | 4.645     | 0,44    |
| Aserbaidschaner | 1.582     | 0,12    | 3.166     | 0,28    | 3.545     | 0,33    |
| Weißrussen      | 4.920     | 0,37    | 3.483     | 0,30    | 2.379     | 0,22    |
| Zigane          | 1.441     | 0,11    | 2.031     | 0,18    | 2.283     | 0,22    |
| Usbeken         | 1.388     | 0,11    | 698       | 0,06    | 1.399     | 0,13    |
| Mordwinen       | 3.386     | 0,26    | 1.948     | 0,17    | 1.243     | 0,12    |
| Tschuwaschen    | 2.465     | 0,19    | 1.648     | 0,14    | 1.240     | 0,12    |
| Einwohner       | 1.313.627 | 100,00  | 1.148.329 | 100,00  | 1.061.651 | 100,00  |

Anmerkung: die Anteile beziehen sich auf Gesamtzahl der Einwohner. Also mitsamt dem Personenkreis, der keine Angaben zu seiner ethnischen Zugehörigkeit gemacht hat (2002 23.849 resp. 2010 54.882 Personen)
Die Bevölkerung des Gebiets besteht heute zu über 90 % aus Russen. Die Ukrainer waren die einzige nennenswerte ethnische Minderheit in der Oblast Iwanowo. Ihre Zahl – wie auch die Anzahl der Weißrussen und Tataren – sinkt allerdings stark.